# Гарван (съзвездие)
Вижте пояснителната страница за други значения на Гарван.
Гарван е малко южно съзвездие. Само 11 от неговите звезди са видими с невъоръжено око (т.е. по-ярки от 5,5 величина). Съзвездието е сред 47-те съзвездия, описани от Птолемей и 88-те съвременни съзвездия.